# Делинквент
Делинквент (от лат. delinquens — правонарушитель) — субъект, чьё поведение характеризуется нарушением юридической нормы, или носит противоправный характер. Чаще всего данный термин применяется к несовершеннолетним, нарушающим социальные нормы, в том числе нормы закона.
В правоотношениях ответственности делинквентом признается сторона, на которую возлагается обязанность прекратить противоправное поведение и возместить ущерб пострадавшей стороне.
Социальные, психологические и юридические определения «делинквента» могут различаться. Юридически, к делинквентному поведению несовершеннолетних относится поведение, нарушающее уголовный кодекс. Социальных делинквентов, поведение которых может включать прогулы, агрессию и вандализм также могут отправлять в суды по делам несовершеннолетних или общественные социальные агентства, но они не считаются юридически преступниками, пока судом не будет установлена их виновность в совершении преступления.